# Palo Cedro (Kalifornija)
Palo Cedro je naseljeno područje za statističke svrhe u američkoj saveznoj državi Kalifornija. Prema popisu stanovništva iz 2010. u njemu je živjelo 1.269 stanovnika.